# ناحیه فیلمور، شهرستان فیلمور، مینه سوتا
ناحیه فیلمور (به انگلیسی: Fillmore Township) یک منطقهٔ مسکونی در ایالات متحده آمریکا است که در شهرستان فیلمور، مینه‌سوتا واقع شده‌است.
 ناحیه فیلمور ۹۰٫۳ کیلومتر مربع مساحت و ۴۸۵ نفر جمعیت دارد و ۳۸۵ متر بالاتر از سطح دریا واقع شده‌است.